# Hans Wallson
Hans Wallson, född 20 september 1966 i Kiruna, är en svensk lagledare i ishockey och före detta ishockeyspelare. 
Hans Wallson spelade i stort sett hela sin karriär i Norrbotten i bland annat klubbar som IFK Kiruna, Kiruna IF, Bodens IK och Kalix HF. Flest säsonger spelade Wallson i Kiruna IF där han också är den spelare som gjort flest poäng (445 st) och mål (173 st) i klubbens historia. 2009 fick Wallson sin tröja upphissad i taket i Lombiahallen som hittills enda spelare. 
Säsongen 2009/2010 tog Wallson över som huvudtränare i Skellefteå AIK:s J-18 lag och efter två säsonger flyttades Wallson upp som huvudtränare i samma klubbs J-20 lag. 
Wallson fick sedan under mycket uppmärksammade former ta över som huvudtränare i Skellefteå AIK:s elitserielag den 4 februari 2013. Detta efter att tidigare tränaren Anders Forsberg fått sparken efter att ha skrivit på för Modo för nästkommande säsong och inte meddelat styrelsen om detta. Skellefteå AIK ledde vid detta tillfälle elitserien. Wallson skötte sin nya uppgift med bravur och ledde tillsammans med sina assisterande tränare Bert Robertsson, Stefan Klockare och målvaktstränaren Krister Holm först laget till serieseger och sedan till klubbens första SM-Guld sedan säsongen 1977/1978. 
Säsongen efter upprepade Wallson och hans tränarteam bedriften genom att ta sitt andra raka SM-guld efter finalseger mot Färjestads BK med 4-0 i matcher. Efter säsongen blev Wallson av Ishockeyjournalisternas Kamratförening utnämnd till årets coach i svensk ishockey.
2015 och 2016 ledde till nya seriesegrar för Skellefteå, men laget föll i SM-finalen båda gångerna. I april 2016 blev det klart att Wallson lämnar Skellefteå för att bli ny tränare för ZSC Lions i den schweiziska ligan. 
Wallson ledde IF Björklöven från Umeå som huvudtränare i Hockeyallsvenskan från säsongen 20/21 till och med den 20 Februari 2022. Hans hade kontrakt över hela säsongen 21/22 men på grund av Björklövens hackiga trend under säsongen så fick Wallson motstå hård kritik. Detta gjorde att Wallson lämnade klubben på egen vilja.